# Crossfire (Brandon Flowers)
Crossfire è il primo singolo da solista del cantautore Brandon Flowers, frontman dei The Killers.
Prodotto da Brendan O'Brien, il singolo è il primo estratto dall'album di debutto di Flowers, intitolato Flamingo.

## Storia
Il 14 giugno il singolo è stato trasmesso per la prima volta da BBC Radio 1, durante un'intervista.
Il video è stato pubblicato l'8 luglio 2010 su VEVO. La versione su vinile è stata pubblicata il 3 agosto, nel lato B vi è una versione acustica di On the Floor 2.0.
Il 23 agosto il singolo è risultato il più trasmesso della settimana da parte di BBC Radio 1 e BBC Radio 2. Il 6 settembre Crossfire è stato numero 1 alla NME Chart.

## Tracce
iTunes download
1. Crossfire – 4:17 (Brandon Flowers) – radio version

Promo CD
1. Crossfire – 3:59 (Brandon Flowers) – radio version
2. Crossfire – 4:17 (Brandon Flowers) – album version
3. Crossfire – 4:17 (Brandon Flowers) – strumentale

Durata totale: 12:33
10" Vinile
1. Crossfire – 4:17 (Brandon Flowers)
2. On the Floor 2.0 – 3:10 (Brandon Flowers)

Durata totale: 7:27

## Il video
Il singolo è stato accompagnato da un videoclip diretto da Nash Edgerton, avente come protagonisti lo stesso Brandon Flowers e la nota attrice Charlize Theron.
Il video è girato nello stile di un film d'azione americano, e vede Charlize Theron trarre in salvo il cantante da 3 diverse situazioni di pericolo. L'attrice riveste quindi il ruolo di un'eroina pronta a salvare il proprio uomo. La conclusione del video segue la regola del tradizionale lieto fine che caratterizza molti film hollywoodiani: nell'ultima scena un tramonto fa da sfondo ai due protagonisti che insieme viaggiano in auto verso la loro salvezza.

## Risultati in classifica
| Classifica (2010) | Posizione di picco |
| ----------------- | ------------------ |
| Australia         | 46                 |
| Belgio - Fiandre  | 3                  |
| Belgio - Vallonia | 9                  |
| Paesi Bassi       | 22                 |
| Svizzera          | 35                 |
| Austria           | 51                 |
| Nuova Zelanda     | 22                 |
| Irlanda           | 4                  |
| Regno Unito       | 8                  |